# Liste de mines en Ukraine
Voici une liste de mines situées en Ukraine, triée par type de production.

## Liste

### Sel
- Mine de sel de Soledar.

### Uranium
- Jovti Vody.
- Smoline.

### Or
- Mine d'or de Moujievo.
- Mine d'or de Berehove.
- Kvasovo

### Graphite
- Zavallia.

### Charbon
- mine de charbon Almazna (en)
- Mine de Bazhanova
- mine de charbon Bilorichenska (en)
- mine de charbon Bilozerska
- mine de charbon Bilytska (en)
- mine de charbon Dobropillia
- mine de charbon Faschivska
- mine de charbon Hirske (en)
- mine de charbon Hlyboka (en)
- mine de charbon Kalinin (en)
- mine de charbon Kholodna Balka (en).
- mine de charbon Kirov (en).
- mine de charbon Komsomolets Donbassou.
- mine de charbon Krasnoarmiiska–Zakhidna.
- mine de charbon Krasnokutska (en).
- mine de charbon Krasnolimanskaïa.
- mine de charbon Molodohvardiiska (en).
- mine Pivdennodonbaska № 1.
- mine Pivdennodonbaska № 3.
- mine de charbon Skochinsky (en)
- mine de charbon Stakhanov
- mine de charbon Sukhodilska–Skhidna (en)
- mine de charbon Svitanok (en)
- mine de charbon Vinnytska (en)
- mine de charbon Yasynivska–Hlyboka (en)
- Mine de Zassyadko
- Mine de grphite de Zavallia (uk)
- mine de charbon Zhdanivska (en)
- mine de charbon Zhovtnevyi Rudnyk (en)
- mine de charbon Zuivska (en)

## Articles liés
- Énergie en Ukraine.